# Baie d'Open (Papouasie-Nouvelle-Guinée)
La baie d'Open est une baie située au sud-ouest de Rabaul, sur la côte nord de la Nouvelle-Bretagne autour du col de la péninsule de Gazelle, dans la province de la Nouvelle-Bretagne occidentale. La baie est entourée par les villages de Baia et Maitanakunai. Pendant l'administration australienne de la région avant l'indépendance de la Papouasie-Nouvelle-Guinée, la région était exploitée comme région productrice de bois. La plantation Mavelo était située à proximité. Au cours des dernières étapes de la Seconde Guerre mondiale, les forces australiennes ont établi une ligne défensive à travers l'île entre la baie d'Open et la baie de Wide, lors de la bataille de la baie de Wide–baie d'Open en 1945.